# Bigfoot Junior
Cet article possède un paronyme, voir Bigfoot (homonymie).
Série
Bigfoot Family
(2020)
Pour plus de détails, voir Fiche technique et Distribution.
Bigfoot Junior est un film d'animation belge réalisé par Ben Stassen et Jérémie Degruson, sorti le 16 août 2017. Une suite, Bigfoot Family, est sortie en 2020.

## Synopsis
Adam est un jeune garçon qui vit seul avec sa mère Shelly. Venant de fêter son treizième anniversaire, le collégien constate qu'il est doté de capacités surhumaines : ses cheveux poussent vite, ses pieds continuent à grandir, et ses oreilles sont hypersensibles. Lorsqu'Adam découvre que sa mère lui a caché pendant 12 ans que son père, le docteur James « Jim » Harrison, est encore vivant, il n'hésite pas à fuguer pour aller le retrouver en pleine forêt. Sur place, il apprend que son père n'est autre que le Bigfoot. Adam apprend à mieux contrôler ses pouvoirs grâce aux conseils de son père, qui lui en fait aussi découvrir trois autres : parler aux animaux, guérir rapidement et courir vite. C'est alors que des scientifiques de l'entreprise HairGo capturent le Bigfoot. Adam, aidé de ses nouveaux amis, le pivert Steve, l'écureuil Tina, les ratons laveurs Trapper et Weecha, et l'ours Wilbur, part libérer son père du laboratoire très sécurisé de HairGo. Le temps est compté, car Bigfoot risque de mourir en se faisant prélever son ADN que HairGo veut utiliser pour créer un moyen de contrer la calvitie.

## Fiche technique
- Titre original : The Son of Bigfoot
- Réalisation : Ben Stassen et Jérémie Degruson
- Scénario : Bob Barlen et Cal Brunker
- Animation : Dirk De Loose, Jérémie Degruson et Sylvie Lacroix
- Photographie : Jérémie Degruson et Ben Stassen
- Montage :
- Musique : Puggy
- Producteur : Ben Stassen et Caroline Van Iseghem
  - Producteur délégué : Didier Lupfer, Éric Dillens et Cooper Waterman
  - Producteur associé : Bob Barlen et Cal Brunker
- Production : nWave Pictures, Studiocanal et Belga Productions
- Distribution : Studiocanal
- Pays d’origine :  Belgique
- Format : couleur
- Genre : Film d'animation, comédie fantastique
- En France, le film est classé « tous publics »
- Durée : 91 minutes
- Dates de sortie :
  - Pays-Bas : 26 juillet 2017
  - France : 16 août 2017
  - Québec : 30 mars 2018

## Distribution

### Voix originales
- Christopher L. Parson : Bigfoot
- Lukas Rieger : Adam
- Cinda Adams : la serveuse
- Bob Barlen :
- Thomas Lee (Les Perkins) : l'Ours

### Voix françaises
- Alexis Victor : Bigfoot
- Kylian Trouillard: Adam Harrison
- Marie Chevalot : Shelly Harrison
- Vincent Bonnasseau : Simpson
- Frédéric Souterelle : Wilbur l'Ours
- Sébastien Desjours :Trapper
- Magali Rosenzweig: Weecha
- Clara Quilichini : Emma
- Cindy Lemineur: Tina